# Гонсалвес да Силва, Клаудионор
Клаудионор Гонсалвес да Силва (порт.-браз. Claudionor Gonçalves da Silva; 1 января 1899, Рио-де-Жанейро — 24 июля 1931, Рио-де-Жанейро), более известный под именем Ноно́ (порт.-браз. Nonô) — бразильский футболист, нападающий. Первый футболист, забивший более 100 голов за клуб «Фламенго».

## Карьера
Ноно начал карьеру в клубе «Палмейрас» из города Рио-де-Жанейро. В 1920 году он помог клубу выйти в высший дивизион чемпионата штата Рио-де-Жанейро. В розыгрыше этого турнира он забил 7 голов, включая мяч в ворота «Фламенго». 26 марта 1921 года Ноно вместе с партнёром по команде Орландо Торресом перешёл в этот клуб. 27 марта он дебютировал в составе клуба в матче с «Ботафого», в котором его клуб проиграл 0:1. 24 апреля он забил первый мяч за клуб, поразив ворота «Бангу» (2:4). Так как футбол в те годы был любительским, футболисты были вынуждены где-то работать. Ноно трудился в одной из компаний, одновременно играя в команде фирмы «Сити Атлетик», а спустя несколько лет — «Стандард Ойл». Во «Фламенго» Ноно, помимо футбола, ещё и занимался тяжёлой атлетикой. В первом же сезоне форвард привёл команду к победе в чемпионате штата, в розыгрыше которого забил 11 мячей, став лучшим бомбардиром клуба. Годо позже он забил в турнире 7 голов, а его команда заняла второе место на турнире.
В 1923 году Ноно стал лучшим бомбардиром чемпионата штата с 17-ю забитыми голами; при этом форвард забивал во всех матчах клуба, за исключением дебютной игры, то есть он забивал в 13 матчах подряд. Таким образом форвард стал первым игроком «Фламенго», ставший лучшим бомбардиром чемпионата штата. Годом позже он забил 13 голов в чемпионате, а клуб занял второе место, уступив лишь 3 очка «Флуминенсе». А в 1925 году Ноно привёл клуб к выигрышу чемпионата штата и стал лучшим бомбардиром с 27 голами. А всего забил 30 мячей в 21 игре. В январе 1926 года форвард вошёл в совет правления клуба. После этого он стал играть всё меньше. В 1927 году он выступал только в решающих матчах чемпионата штата, выигранного клубом. Затем он иногда выходил на поле в 1928 и 1929 годах. Последний матч Ноно провёл 4 мая 1930 года против «Ботафого» (1:2). Всего за клуб нападающий сыграл в 143 матчах и забил 123 гола.
Спустя год после ухода из футбола, Ноно скончался. Причиной этому стал туберкулёз. Футболист умер в своём доме на улице Руа Сан-Кристован 497, 21 июля 1931 года в 14:14, по другим данным в 14:30. Он был похоронен на кладбище Сан-Франсиску Шавьер в присутствии представителей ведущих клубов Рио-де-Жанейро, а также президента Спортивной конфедерации Бразилии Ренато Пашеко.

## Статистика

### Клубная
| Сезон | Команда  | Матчи | Матчи |
| Сезон | Команда  | Игры  | Голы  |
| ----- | -------- | ----- | ----- |
| 1921  | Фламенго | 18    | 14    |
| 1922  | Фламенго | 17    | 9     |
| 1923  | Фламенго | 26    | 28    |
| 1924  | Фламенго | 19    | 19    |
| 1925  | Фламенго | 21    | 30    |
| 1926  | Фламенго | 16    | 11    |
| 1927  | Фламенго | 4     | 2     |
| 1928  | Фламенго | 6     | 5     |
| 1929  | Фламенго | 15    | 5     |
| 1930  | Фламенго | 1     | 0     |

### Международная
| Матч Ноно за сборную Бразилии | Матч Ноно за сборную Бразилии | Матч Ноно за сборную Бразилии | Матч Ноно за сборную Бразилии | Матч Ноно за сборную Бразилии | Матч Ноно за сборную Бразилии | Матч Ноно за сборную Бразилии |
| ----------------------------- | ----------------------------- | ----------------------------- | ----------------------------- | ----------------------------- | ----------------------------- | ----------------------------- |
| №                             | Дата                          | Место проведения              | Оппонент                      | Счёт                          | Голы                          | Турнир                        |
| 1                             | 2 октября 1921                | Буэнос-Айрес                  | Аргентина                     | 0:1                           | —                             | Чемпионат Южной Америки       |

## Достижения

### Командные
- Чемпион штата Рио-де-Жанейро: 1921, 1925, 1927

### Личные
- Лучший бомбардир чемпионата штата Рио-де-Жанейро: 1923 (17 голов), 1925 (27 голов)